# پرونوس فروتیکوسا
پرونوس فروتیکوسا (نام علمی: Prunus fruticosa) نام یک گونه از سرده پرونوس است.